# Obertura (diafragma)

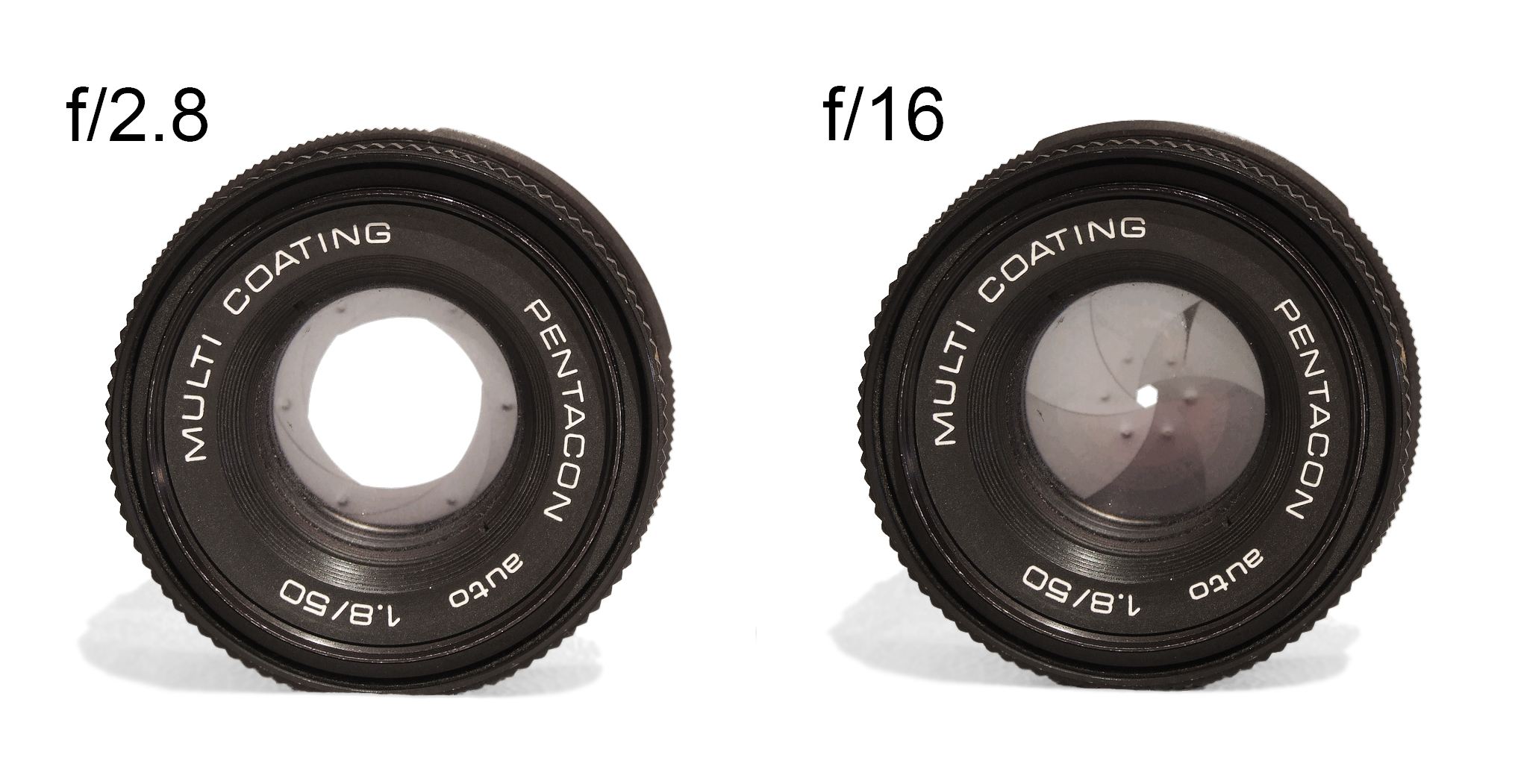
Diferents obertures del diafragma

En fotografia, l'obertura és un forat a través del qual passa la llum. Més específicament, l'obertura d'un sistema òptic és aquella magnitud que determina l'angle del con d'un feix de raigs que enfoca en el pla d'imatge.
La magnitud d'obertura és controlada pel diafragma, una estructura interposada en la trajectoria de la llum per regular la quantitat admesa en el sistema. El diafragma és un mecanisme de l'objectiu compost per una sèrie de plaques, aspes o aletes que es mouen cap a dins o cap a fora formant una obertura de témany regulable que deixa passar més o menys llum en funció del seu diàmetre. En combinació amb la velocitat d'obturació, la mida de l'obertura regula el grau d'exposició a la llum del sensor, determinant d'aquesta manera el valor d'exposició.

## Obertura màxima i mínima d'un objectiu
Les especificacions dels objectius fotográfics acostumen a incluir les obertures máximes i mínimes. Aquestes s'expressen indirectament a través dels números f o relació focal, la qual un número menor determina una major obertura i a la inversa. L'obertura del diafragma es regula per passos:
Escala de mig pas: f/2.8 - f/3.2 - f/4 - f/4.8 - f/5.6 - f/6.7 - f/8 - f/9.5 - f/11 - f/13 - f/16 - f/19 - f/22
Escala d'un terç de pas: f/4 - f/4.5 - f/6.3 - f./7.1 - f/8 - f/9 - f/10 - f/11 - f/13 - f/14 - f/16 - f/18 - f/22

## Profunditat de camp
La profunditat de camp en fotografia i cinematografia és l'espai que hi ha entre dos punts, pròxim i llunyà, de manera que els objectes que hi ha entre aquests dos punts queden enfocats. Els objectes que queden més propers a la càmera que el punt pròxim surten desenfocats, i també els que queden més allunyats que el punt llunyà. La profunditat de camp també s'entén com l'espai per davant i per darrere del pla enfocat, comprès entre el primer i l'últim punt apreciablement nítid reproduïts en el mateix pla d'enfocament.
Quant més s'obre el diafragma (valors f baixos) més profunditat de camp. Per contrapart, quant més es tanca (valors f alts) més profunditat de camp.

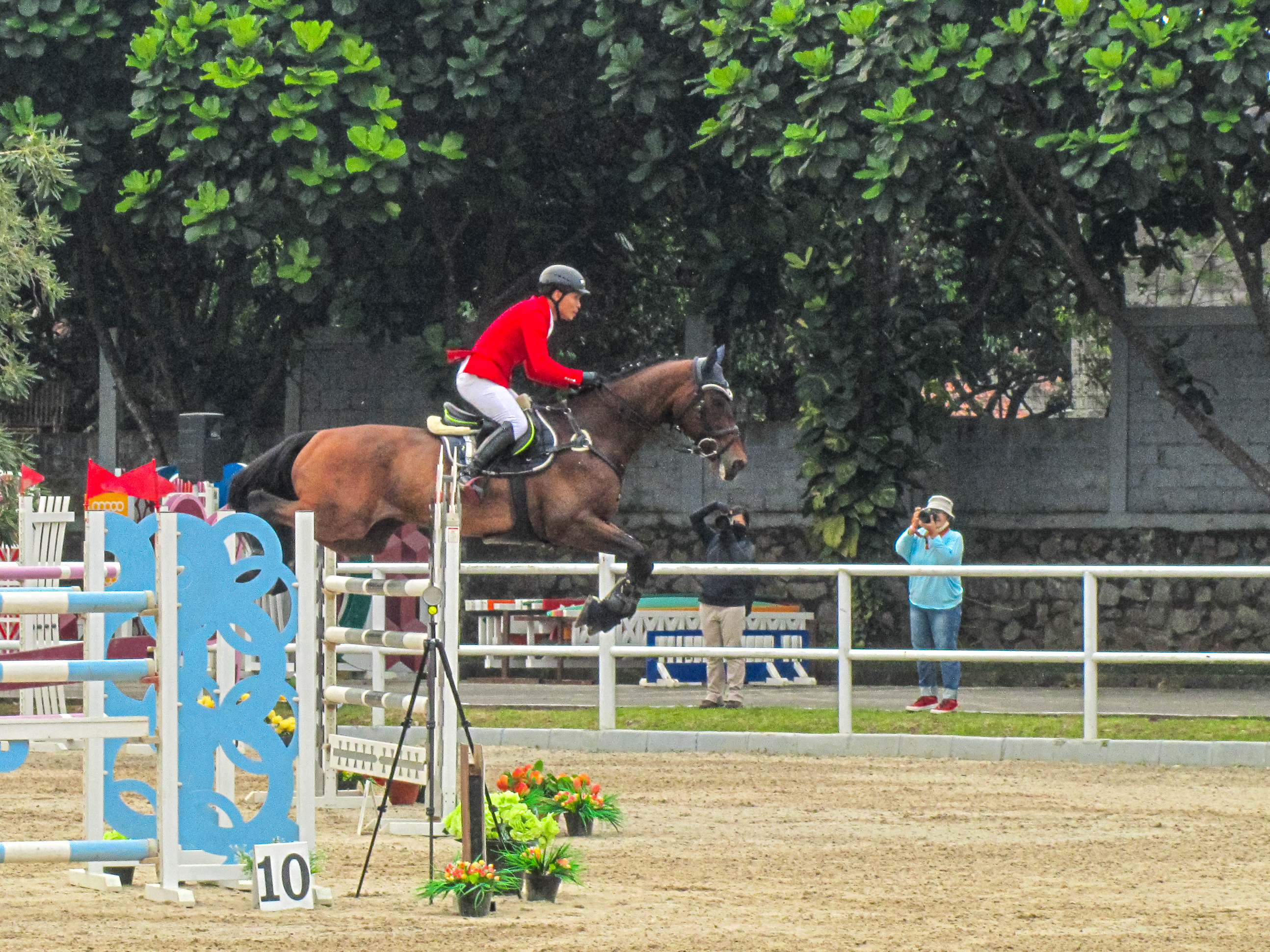
Fotografia amb molta profunditat de camp

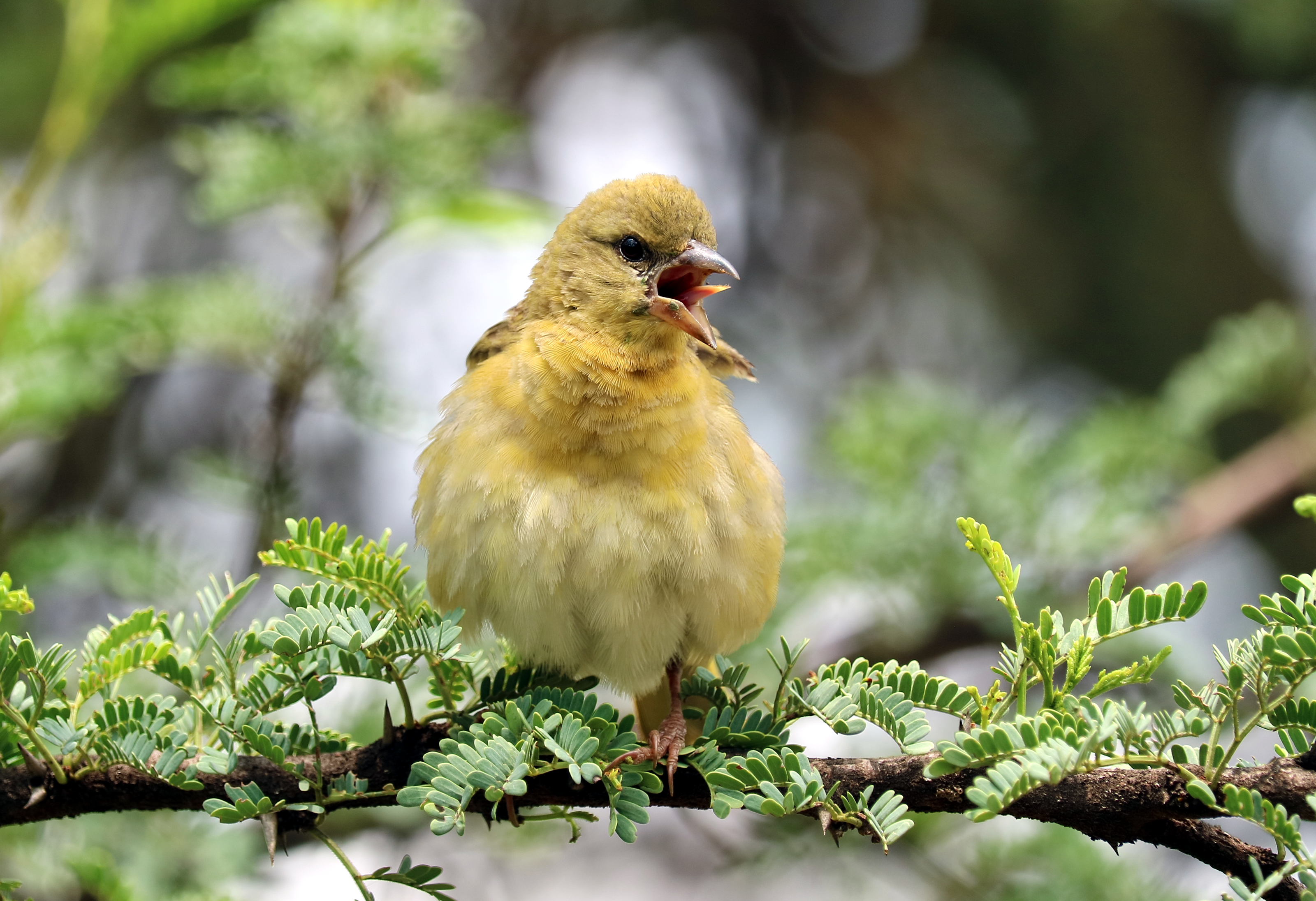
Fotografia amb poca profunditat de camp